# Чернушинское (сельское поселение)
Чернушинское сельское поселение — упразднённое муниципальное образование со статусом сельского поселения в Якшур-Бодьинском районе Удмуртии Российской Федерации.
Административный центр — посёлок Новая Чернушка.
Законом Удмуртской Республики от 11.05.2021 № 43-РЗ к 25 мая 2021 года упразднено в связи с преобразованием муниципального района в муниципальный округ.

## История
Статус и границы сельского поселения установлены законом Удмуртской Республики от 14 июля 2005 года № 44-РЗ «Об установлении границ муниципальных образований и наделении соответствующим статусом муниципальных образований на территории Якшур-Бодьинского района Удмуртской Республики».

## Население
| 2010  | 2012  | 2013  | 2014  | 2015  | 2016  | 2017  |
| ----- | ----- | ----- | ----- | ----- | ----- | ----- |
| 1412  | ↗1438 | ↗1459 | ↗1476 | ↗1501 | ↗1543 | ↘1532 |
| 2018  | 2019  | 2020  |       |       |       |       |
| ↘1520 | ↘1477 | ↘1474 |       |       |       |       |

## Состав сельского поселения
| № | Населённый пункт | Тип населённого пункта          | Население |
| - | ---------------- | ------------------------------- | --------- |
| 1 | Заря             | посёлок                         | ↗349      |
| 2 | Люкшудья         | посёлок                         | ↘365      |
| 3 | Новая Вожойка    | деревня                         | ↗115      |
| 4 | Новая Чернушка   | посёлок, административный центр | ↗609      |